# Undici Preludi Corali
Undici Preludi Corali, Op. 122, è una raccolta di opere per organo di Johannes Brahms, scritte nel 1896 alla fine della vita del compositore e pubblicate postume nel 1902. Si basano su versi di nove corali luterane, due delle quali ambientate due volte e sono relativamente brevi.

## Preludi
1. Mein Jesu, der du mich in mi
2. Herzliebster Jesu, was hast du verbrochen in sol
3. O Welt, ich muß dich lassen in fa
4. Herzlich tut mich erfreuen in re
5. Schmücke dich, o liebe Seele in mi
6. O wie selig seid ihr doch, ihr Frommen in re
7. O Gott, du frommer Gott in la
8. Es ist ein Ros’ entsprungen in fa
9. Herzlich tut mich verlangen in la
10. Herzlich tut mich verlangen (seconda vers.) in la
11. O Welt, ich muß dich lassen (seconda vers.) in fa

## Trascrizioni
I preludi 4, 5 e 8-11 furono trascritti per pianoforte solista da Ferruccio Busoni nel 1902 come BV B 50. Queste trascrizioni sono state registrate da Paul Jacobs, Wolf Harden e Igor Levit.